# Ödes Kloster Baumgarten

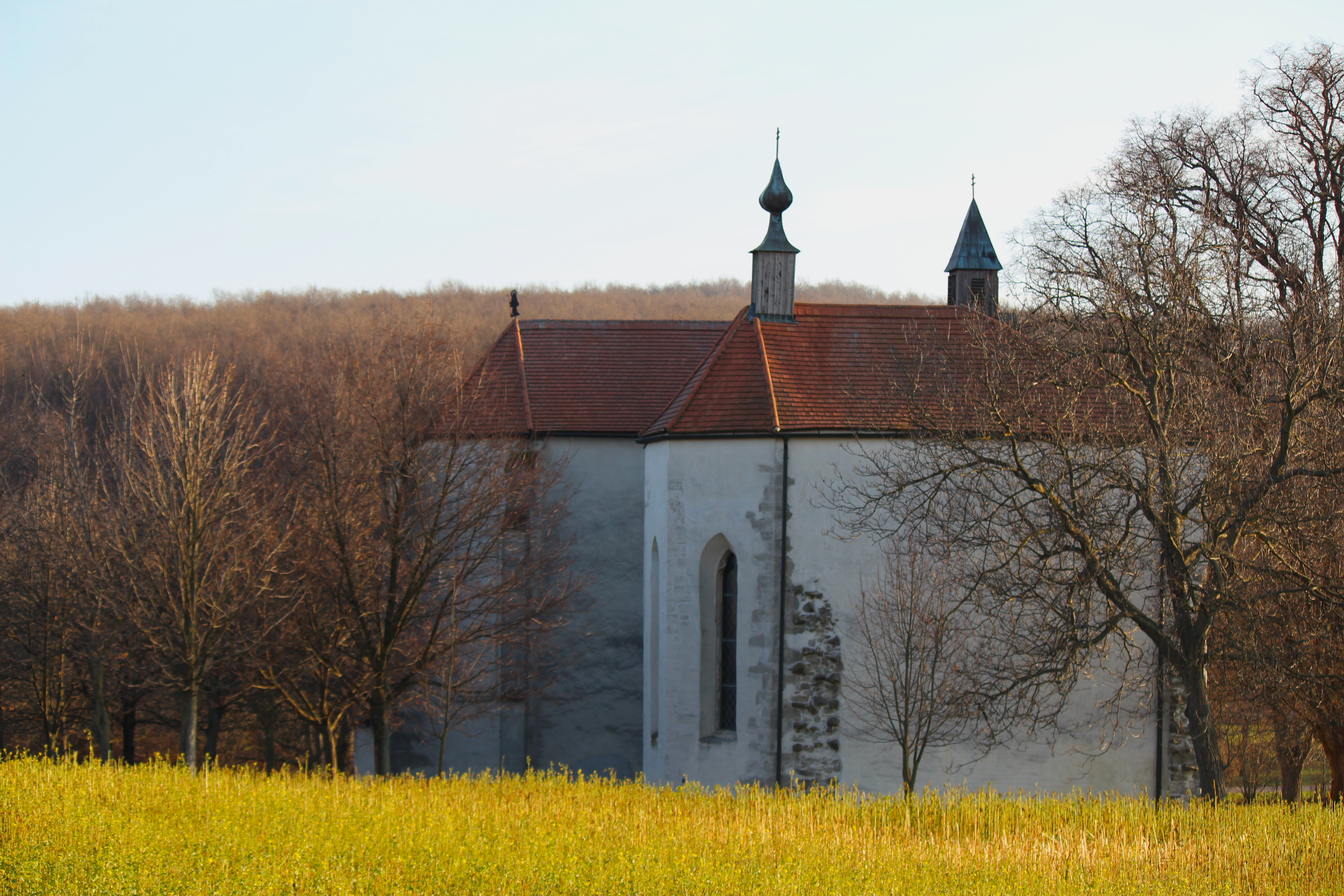
Ödes Kloster

Das Öde Kloster, auch Paulinerkloster, genannt, ist ein ehemaliges Kloster in der Gemeinde Baumgarten (Burgenland) und ist dem Hl. Kreuz geweiht.

## Geschichte
Das Kloster geht auf eine Stiftung von Ulrich von Grafenegg an den Paulinerorden im Jahr 1475 zurück. Es wurden für den Unterhalt der Mönche und die Erhaltung des Gebäudes der Ort Baumgarten samt Fischteichen, einem Meierhof und zwei Weingärten und weitere Güter in der Umgebung gestiftet. 1479 wurde der Bau vollendet und die Kirche der seligsten Jungfrau Maria geweiht.
1493 wurden die Gebäude durch einen schweren Brand zerstört, sodass die Mönche in ein nahegelegenes Kloster zogen. Erst 250 Jahre später im Jahr 1743 wurde das Kloster von Einsiedlermönchen wieder besiedelt. Aufgrund der josephinischen Klosterreform wurde das Kloster 1782 aufgehoben, das Gebäude jedoch weiter von Mönchen bewohnt. Seit 1836 der letzte Einsiedler verstarb, ist das Gebäude unbewohnt.
1860 wurden der Dachstuhl, Dachreiter, Dachrinnen und Kirchenfenster von der Gemeinde repariert. 1869 wurde in Sopron eine neue Glocke angeschafft und dem hl. Stefan, König von Ungarn, geweiht.
Der Erste Weltkrieg setzte dem Kloster sehr zu, da einerseits die geplante Restaurierung unterbrochen und andererseits nach dem Krieg das Kloster geplündert und beschädigt wurde. 1925 fand eine Generalrenovierung der Gebäude statt. Das Kloster erhielt ein neues Dach und die Schäden des Krieges wurden repariert. 1926 wurden dank einer Spende die Orgel und Kanzel renoviert, die Kirche neu ausgemalt und die Lourdesgrotte errichtet.
Als 1942 die Glocken der Pfarrkirche für Kriegszwecke eingeschmolzen wurden, verblieb nur noch die Glocke der Klosterkirche, die in die Pfarrkirche transferiert wurde, jedoch 1948 wieder ins Kloster zurückkam. 1945 war beinahe das Ende des Klosters besiegelt, da im Gebäude seitens der deutschen Wehrmacht viel Munition eingelagert war und es zu Kriegsende den Befehl gab, dieses Lager zu sprengen, was durch den Einsatz des damaligen Pfarrer verhindert werden konnte. 1956 fand wieder eine grundlegende Renovierung statt. 
Zur 500-Jahr-Feier der Gründung des Öden Klosters nahmen am 14. September 1975 um die 2500 Pilger an einer Festmesse mit Diözesanbischof Stephan László teil. 1980 wurde auf Initiative von Bischof László die erste Fatimafeier im Kloster gefeiert. Seit diesem Jahr werden an jedem 13. des Monats von Mai bis Oktober Fatimafeiern in kroatischer Sprache abgehalten.
Von 1981 bis 1986 fanden Innen- und Außenrestaurierungen des Klosters statt.
1983 wurde der Dekanatskatholikentag abgehalten, aus dem sich die jährliche Dekanatsmaiandacht am 1. Mai entwickelte, an der viele Gläubige teilnehmen.
2005 wurden notwendige Reparaturarbeiten durchgeführt und 2012 das stillgelegte Glockengeläute wieder in Betrieb genommen.

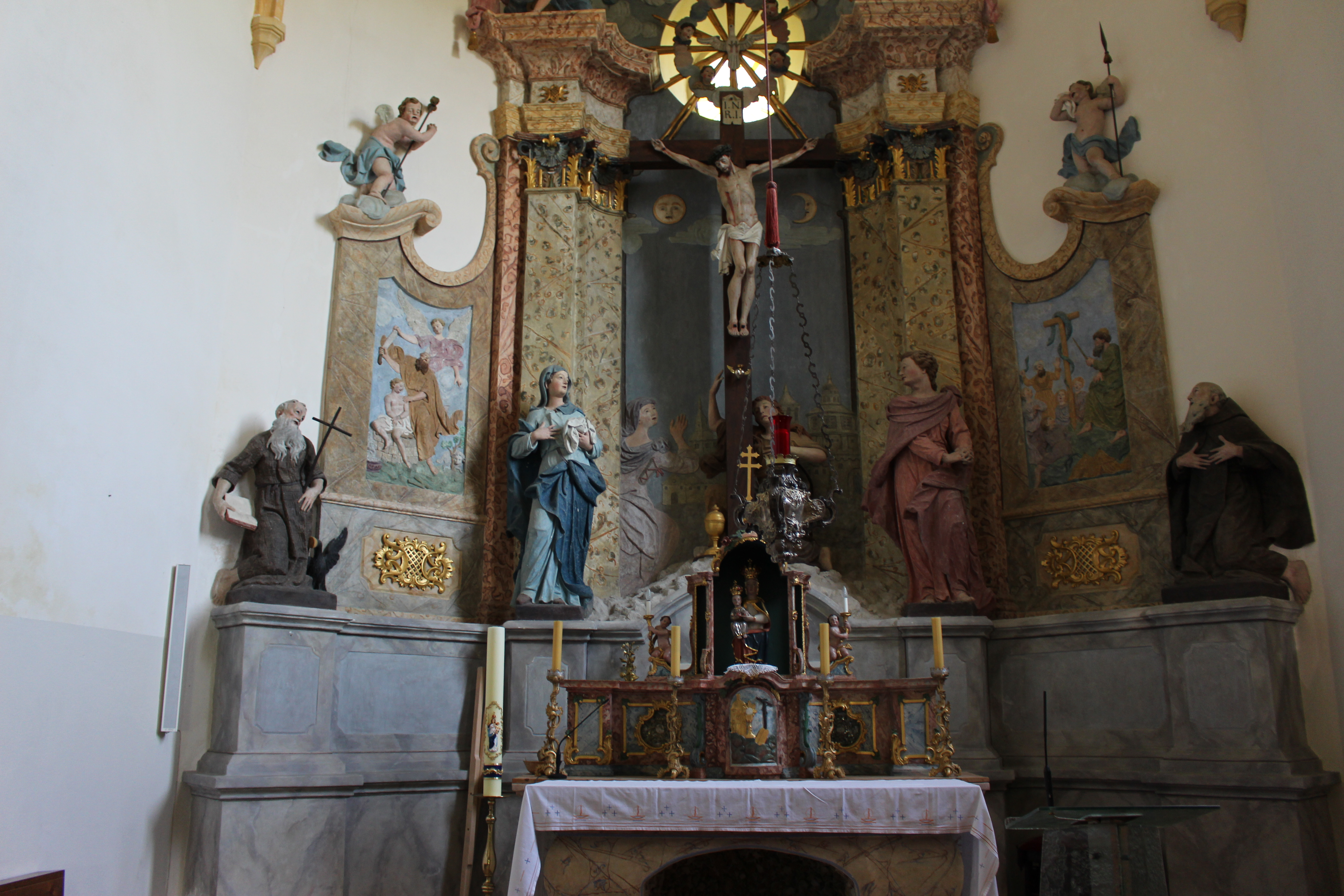
Hochaltar

Vor dem Kloster steht eine vom Einsiedler Arsenius Braidenaicher im Jahr 1762 gepflanzte riesige Winterlinde, die 1987 zum Naturdenkmal erklärt wurde.

## Architektur
Die spätgotische Klosteranlage besteht aus drei Baukörpern: Der nördlichen Kapelle aus dem 14. Jahrhundert, die den ältesten Teil des Gebäudes bildet, der um 1475 erbauten Klosterkirche im Süden und einem dreigeschoßigen dazwischenliegenden Verbindungstrakt, der 1743 über dem ehemaligen Refektorium errichtet wurde.
Besonders wertvoll ist die einheitliche Barockausstattung von 1762. Der aus Sandstein gefertigte Hochaltar zeigt die Kreuzigung Christi in einem mit Holz gefasstem lebensgroßem Kruzifix, umgeben von Martha und Maria Magdalena, Maria und Johannes. Auf der linken Außenseite wird das Opfer Abrahams, daneben die Statue des hl. Paulus von Theben mit dem Raben, rechts Moses mit der ehernen Schlange, daneben die Statue des hl. Antonius, dargestellt. Davor befindet sich der Altartisch mit dem darunter eingefassten hl. Grab, sowie einem Rokoko-Tabernakelaufsatz, sowie einer bekleideten Mariazeller Madonna.
Hinter dem Hochaltar, gleichsam unter dem großen Kruzifix, befindet sich die Sakristei. Der rechte Seitenaltar zeigt im Altarbild den hl. Antonius.
1762 nahm man an der Westfassade einen Portalvorbau mit Volutengiebel vor, darüber wurden die Statuen der drei Einsiedlerheiligen Salomon, Antonius und Zoerardus in Nischen angebracht. Die Statuen des Salomon und Zoerardus sind die einzigen Statuen dieser Heiligen in Österreich.
Eine Besonderheit bildet der große, vom auferstandenen Christus bekrönte Luster aus Lindenholz in der Klosterkirche aus dem Jahr 1933, an dem 38 Gefallene des Ersten Weltkrieges mit ihren Namen auf den Armen des Leuchters verewigt worden sind.
Der im Norden an die Kirche anschließende Klostertrakt erhielt seine heutige Form durch den Umbau der Eremiten, deren ehemalige Mönchszellen im Obergeschoß zum Teil mit Originalinventar erhalten blieben, sodass sie eindrucksvoll die einfache Lebensform der Eremiten bezeugen. Ebenfalls findet sich hier die ehemalige Küche sowie die Herrschaftsempore.

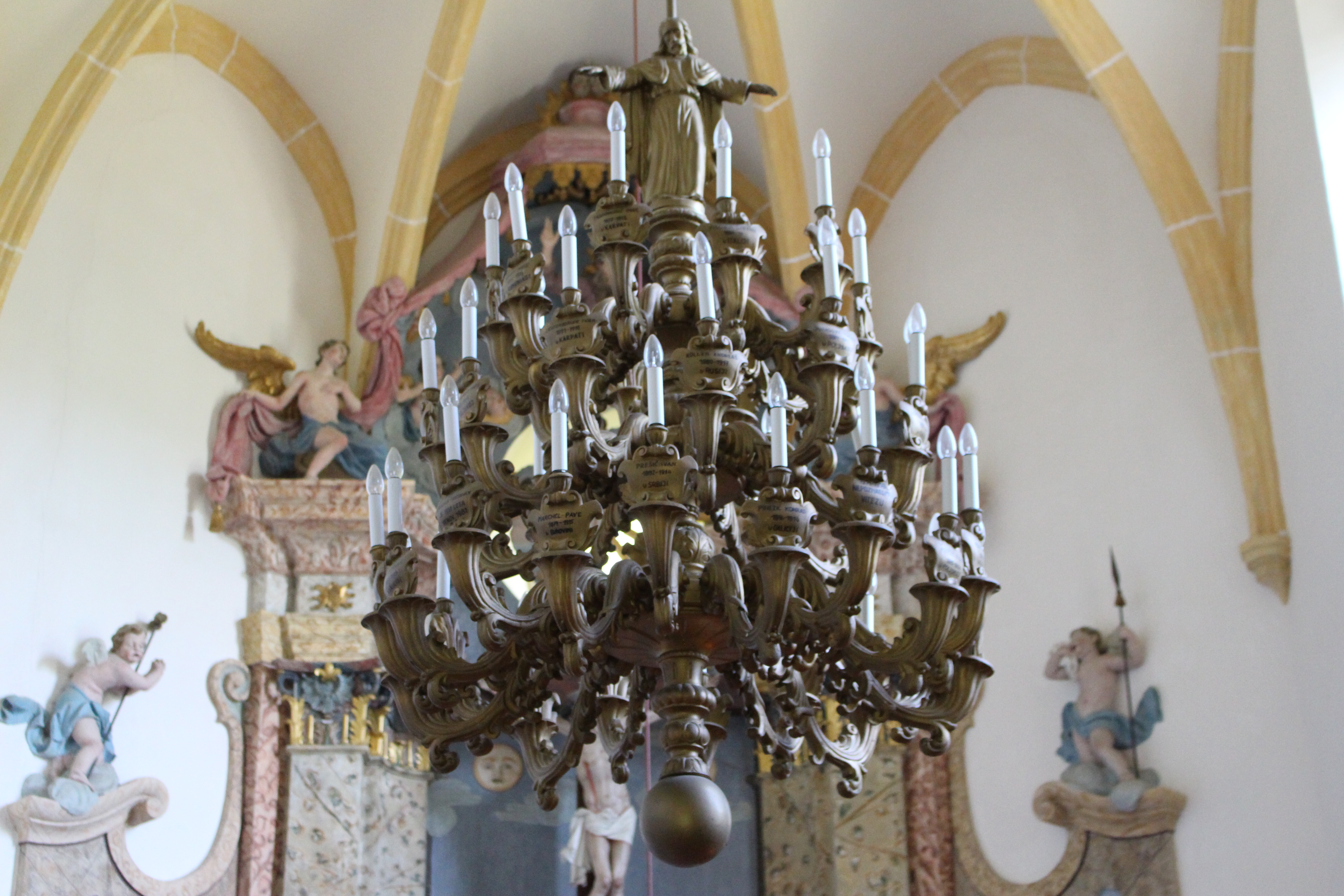
Luster im Kirchenraum

Im ehemaligen Speisesaal des Klosters wurde eine Lourdesgrotte errichtet und die eigens dafür angeschaffte Marienstatue vom Bildhauer Hans Schwathe 1927 feierlich eingeweiht.

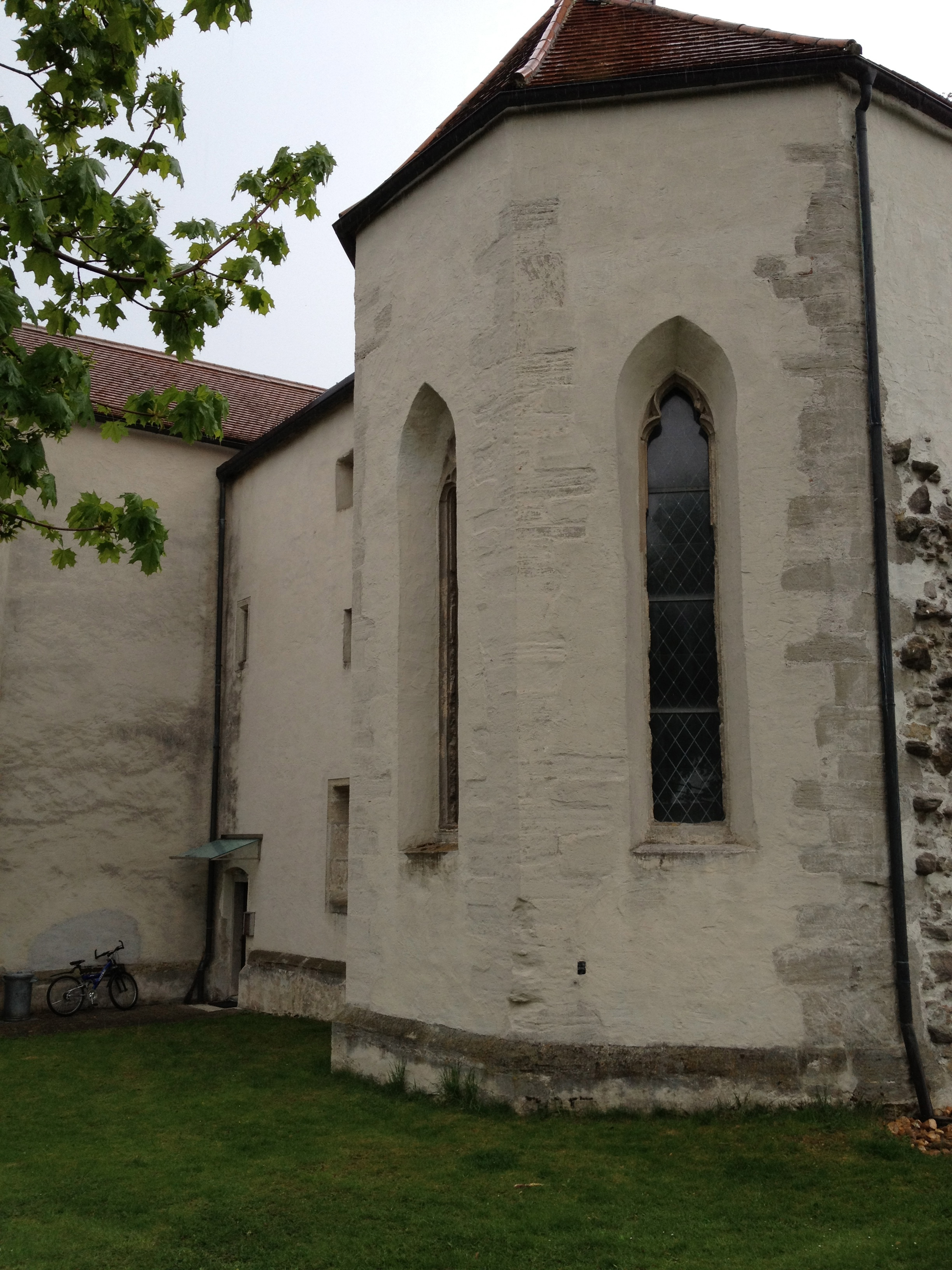
Hintereingang
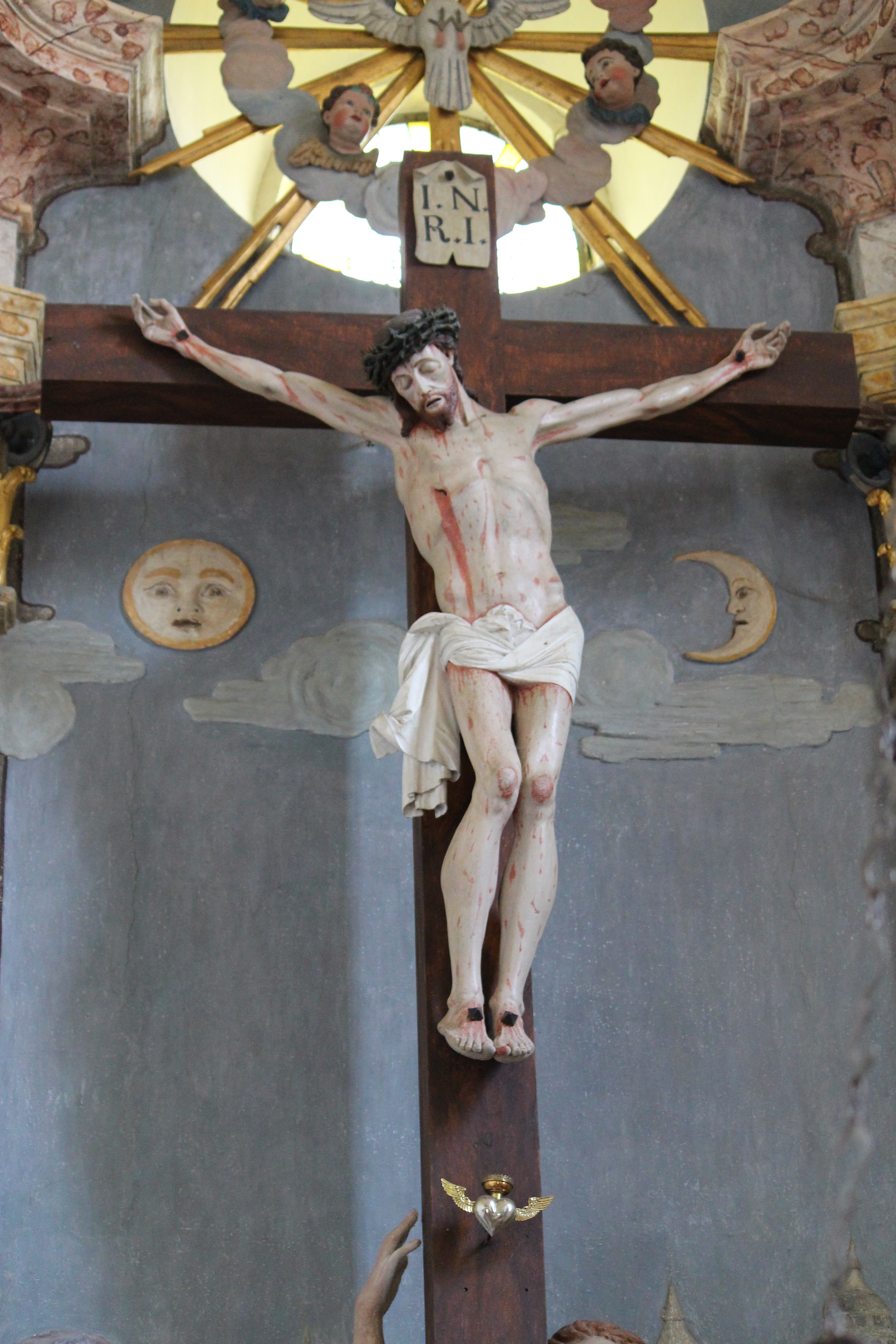
Kruzifix im Hochaltar
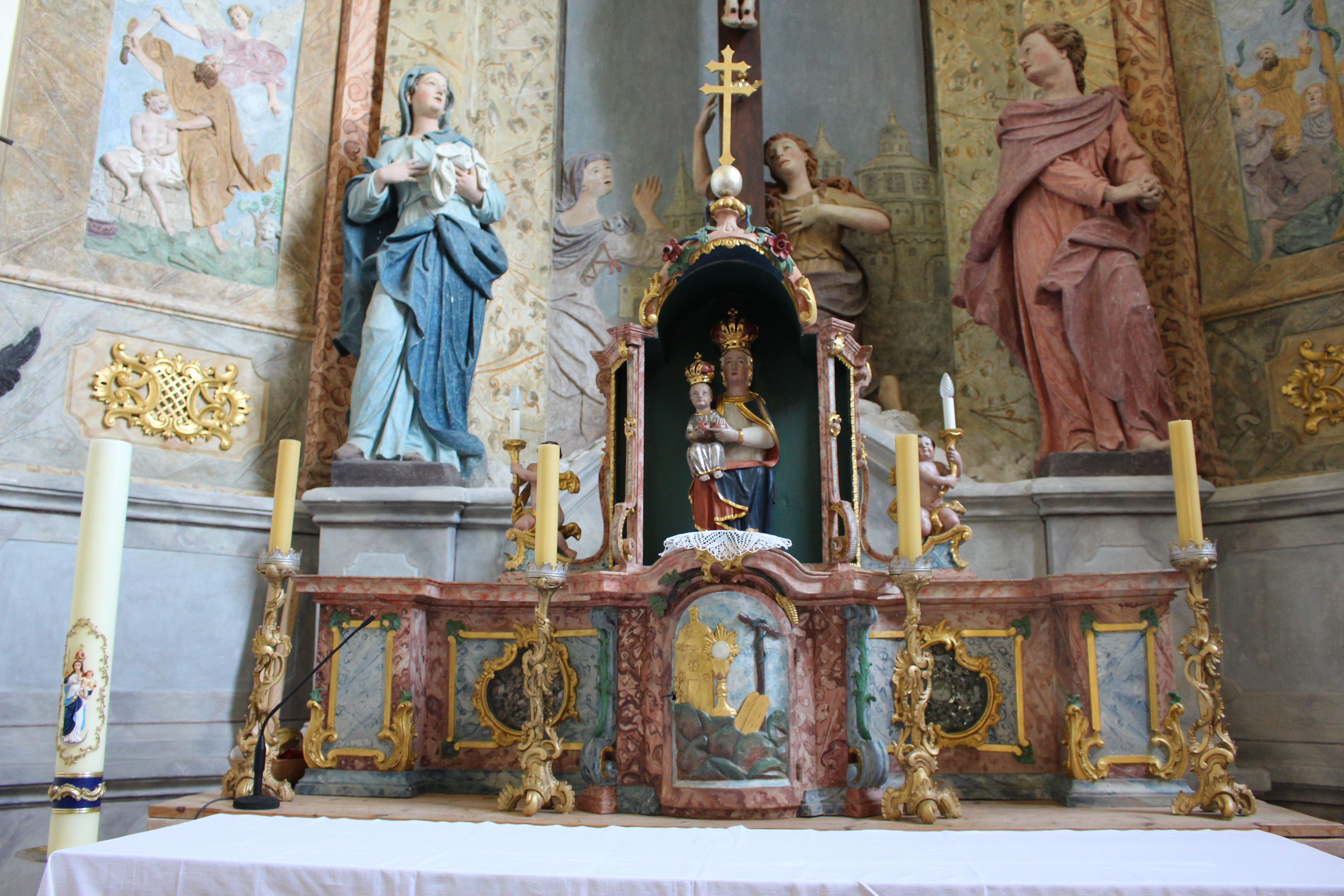
Altar mit Mariazeller Madonna
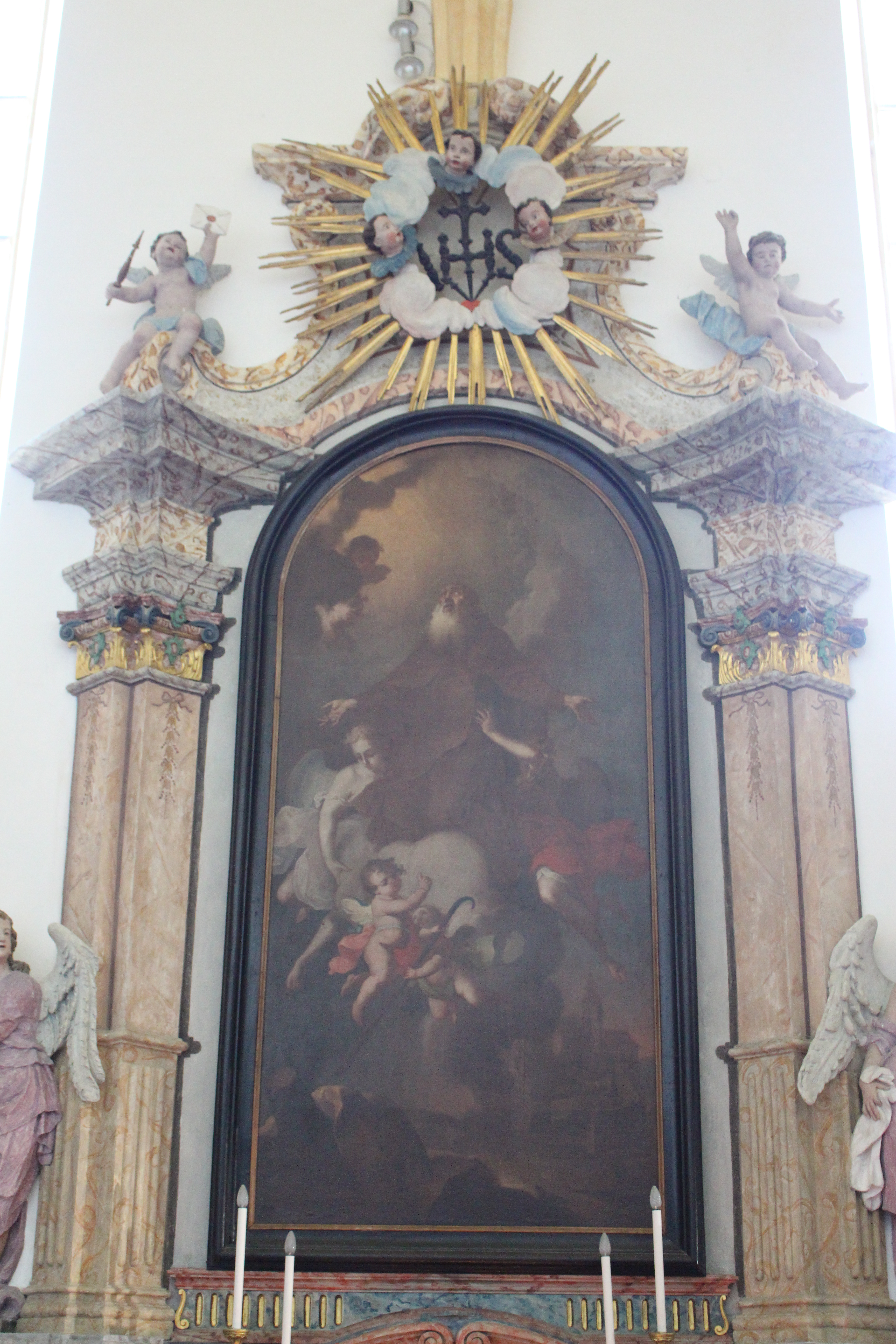
Seitenaltar mit dem Bild des hl. Antonius
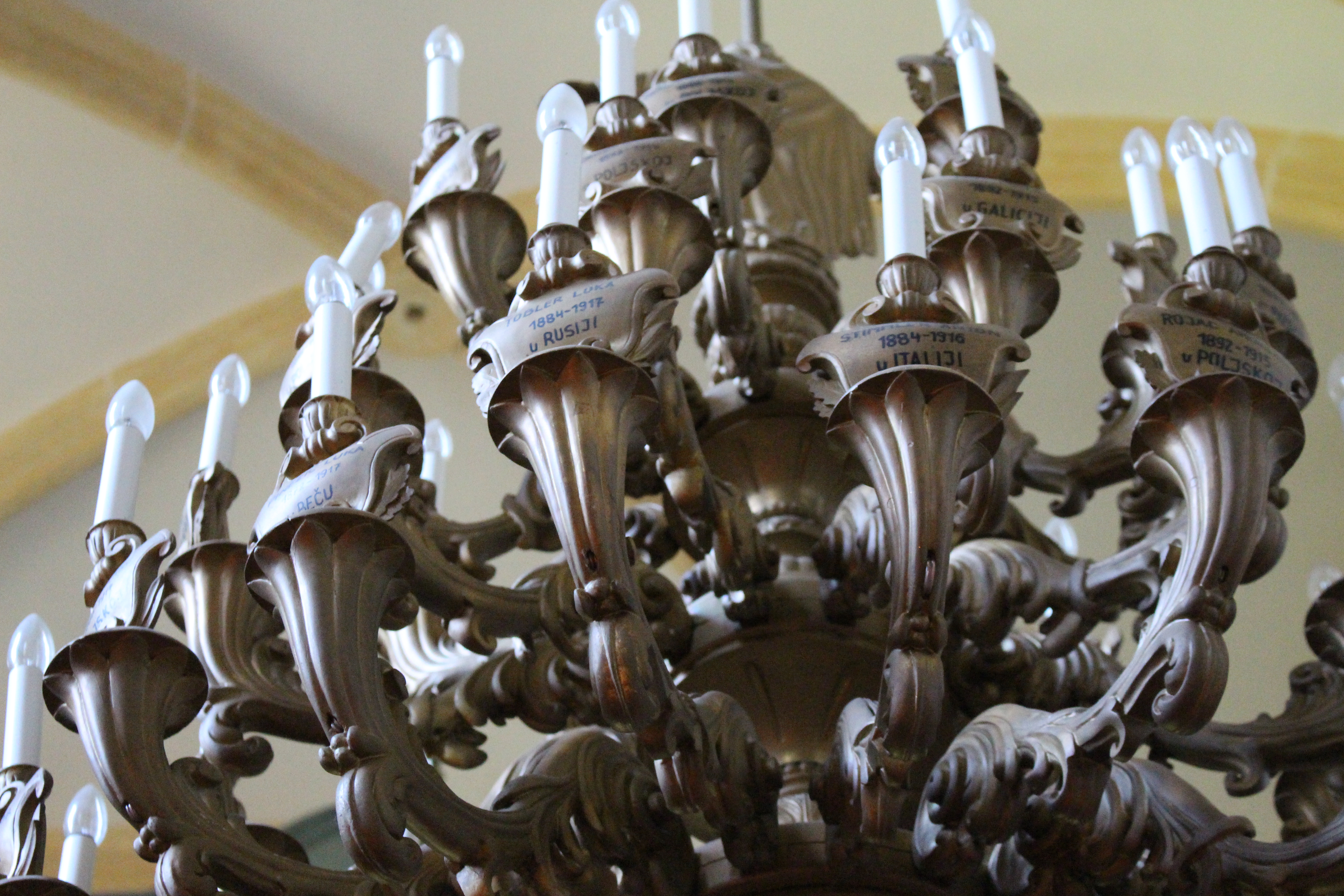
Nahaufnahme des Lusters
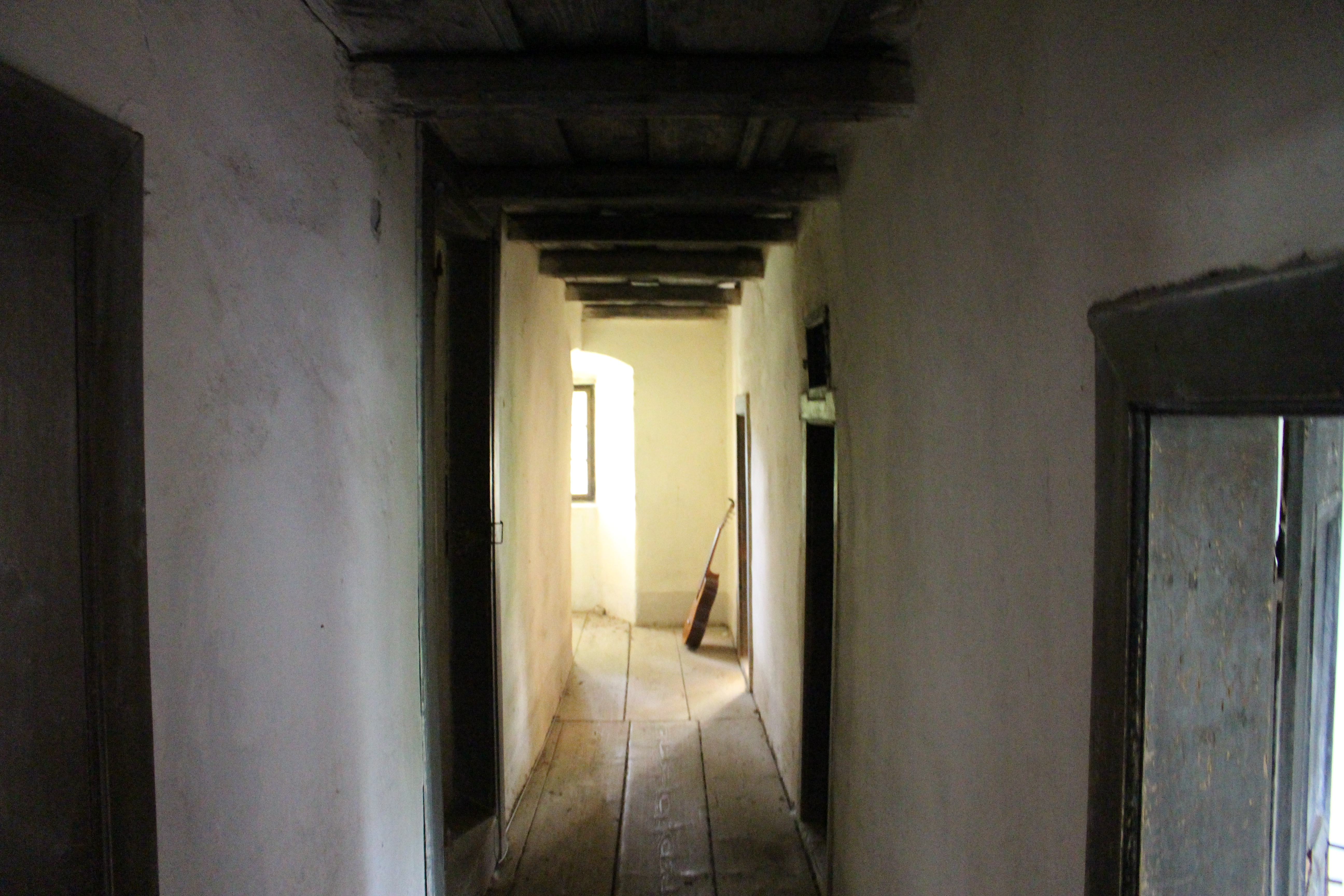
Zellengang
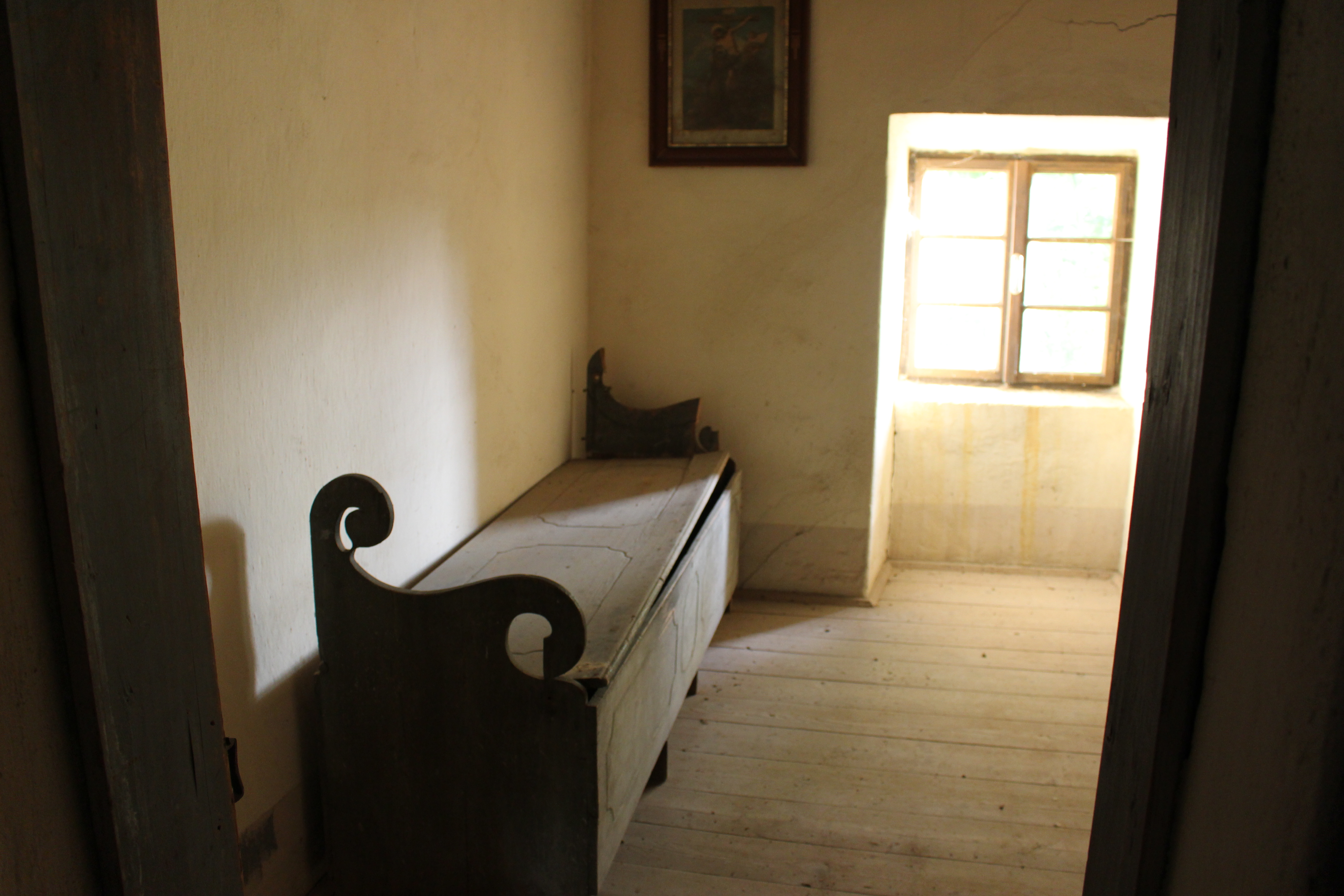
Ehemalige Zelle
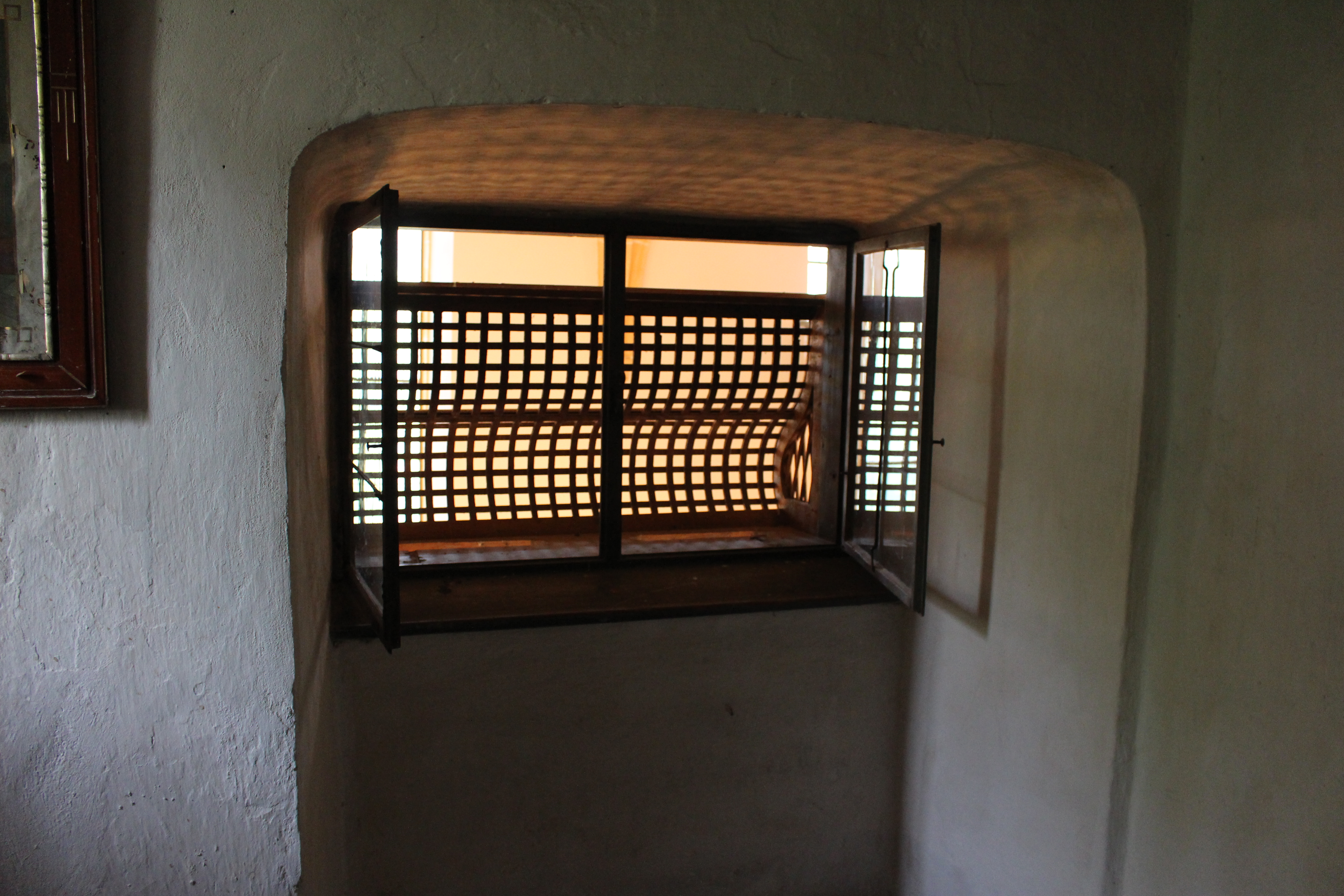
Herrschaftsempore

1928 erhielt die Pfarrkirche Baumgarten eine neue Orgel und die alte Orgel wurde daraufhin in der Klosterkirche aufgestellt. Die Orgel von Huber Orgelbau in Eisenstadt hat ein Manual mit Pedal und 6 Register.

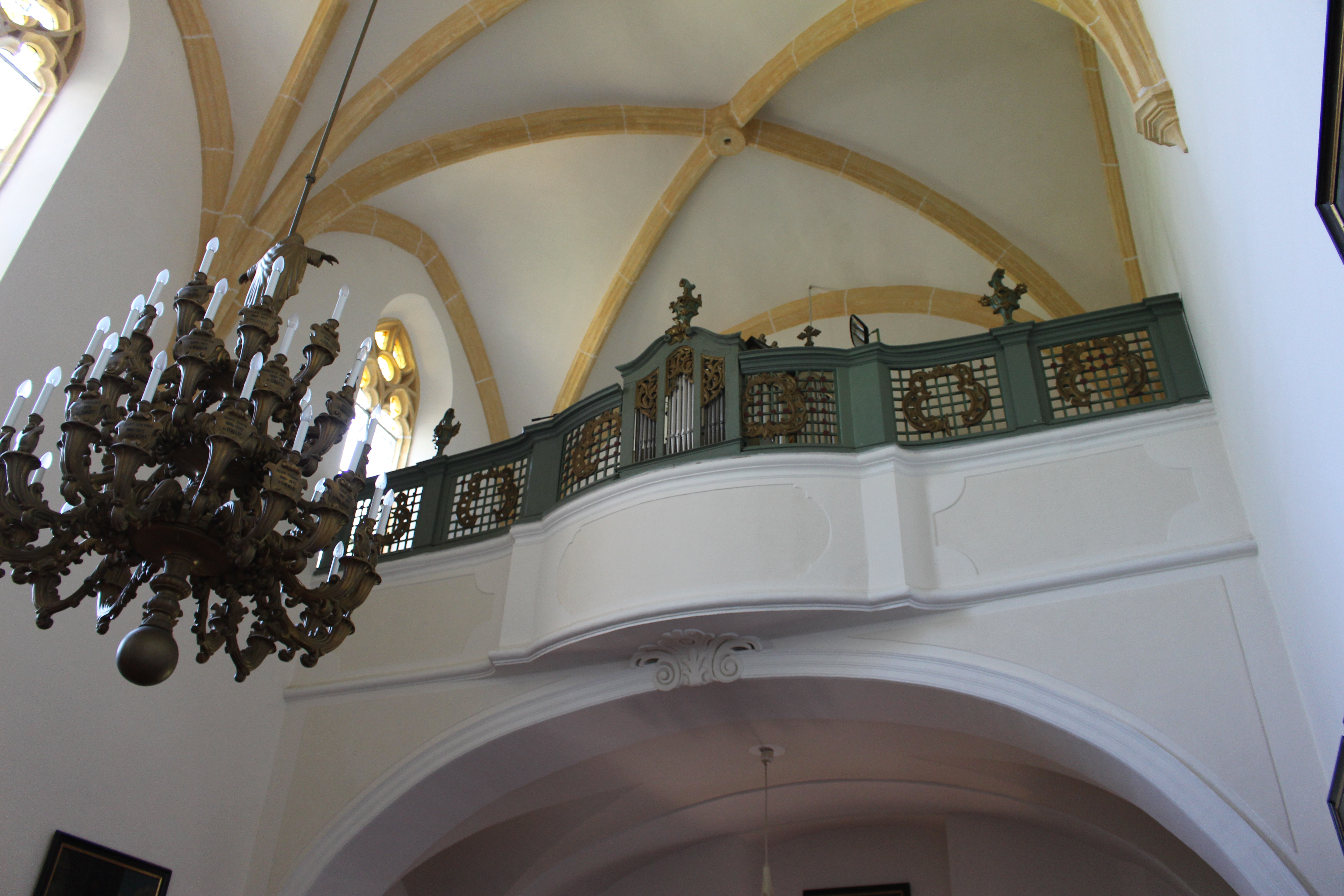
Orgelprospekt
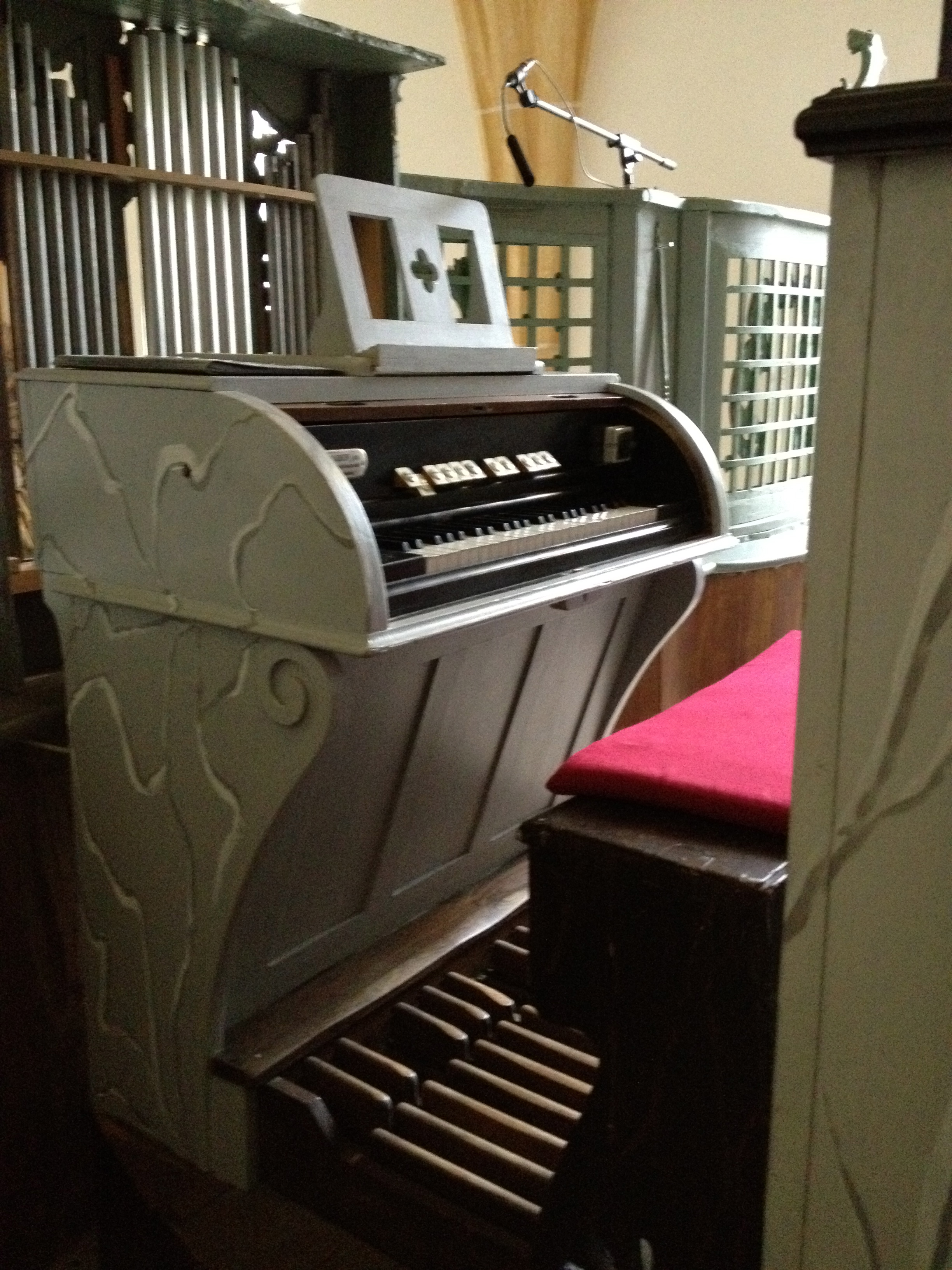
Spieltisch